# Subanguina chilensis
Subanguina chilensis là một loài Secernentea trong họ Tylenchidae. Loài này được Vovlas, Troccoli & Morens miêu tả khoa học đầu tiên năm 2000.
Đây là loài gây hại của cây Nothofagus alpina, phát triển phổ biến ở Chile.